# Sociología figuracional
La sociología figuracional es una tradición de investigación en la que las figuraciones de los humanos (redes evolutivas de humanos interdependientes) son la unidad de investigación. Aunque es más una postura metodológica que una escuela de práctica determinada, la tradición tiene una característica esencial:
- Preocupación por el proceso, no por el estado. La sociología figuracional también se conoce como sociología de procesos. Esta característica es un intento de corregir un prejuicio del lenguaje incorporado que inclina la teoría para reducir los procesos en elementos estáticos, separando, por ejemplo, a los actores humanos de sus acciones. Así como los lingüistas confían en la etimología para obtener una rica comprensión de la historia de una palabra, lo que puede ayudar a comprender sus usos posteriores, los sociólogos figuracionales intentan ver el proceso de aparición y evolución de una característica social para obtener una comprensión más completa de su función en el presente.

Se puede decir que los profesionales están inspirados por el ideal de que se elimina la barrera habitual de las humanidades entre lo micro (por ejemplo, psicológico) y lo macro (por ejemplo, la organización estatal), y sus vínculos causales se abren al examen.
Como consecuencia, gran parte del trabajo realizado en nombre de este enfoque ha examinado la conexión entre los cambios en la psicología y la personalidad, por un lado, y los cambios en las estructuras macro sociales por el otro.
Norbert Elias es generalmente reconocido como un clásico, como consecuencia de su innovador trabajo de 1939, El proceso de la civilización.